# 리우빌 수
수론에서 리우빌 수(영어: Liouville number)는 충분히 빠르게 수렴하는 유리수 수열로 근사할 수 있는 초월수이다.

## 정의

### 무리성 측도
무리수 {\displaystyle x\in \mathbb {R} \setminus \mathbb {Q} }의 무리성 측도(영어: irrationality measure)는 다음과 같다.
{\displaystyle \mu (x)=\inf \left\{n\in \mathbb {R} ^{+}\colon \left|\left\{(p,q)\in \mathbb {Z} ^{2}\colon \left|x-{\frac {p}{q}}\right|<{\frac {1}{q^{n}}}\right\}\right|<\aleph _{0}\right\}}

### 리우빌 수
무리수 {\displaystyle x\in \mathbb {R} \setminus \mathbb {Q} }에 대하여, 다음 두 조건이 서로 동치이며, 이를 만족시키는 {\displaystyle x}를 리우빌 수라고 한다.
- {\displaystyle \mu (x)=\infty }. 즉, 임의의 양의 실수 {\displaystyle n\in \mathbb {R} ^{+}}에 대하여, {\displaystyle |x-p/q|<1/q^{n}}인 두 정수 {\displaystyle p,q\in \mathbb {Z} }가 무한히 많이 존재한다.
- 임의의 양의 정수 {\displaystyle n\in \mathbb {Z} ^{+}}에 대하여, {\displaystyle |x-p/q|<1/q^{n}}이며 {\displaystyle q\geq 2}인 두 정수 {\displaystyle p,q\in \mathbb {Z} }가 존재한다.

## 성질

### 초월성
임의의 무리수 {\displaystyle x\in \mathbb {R} \setminus \mathbb {Q} }에 대하여, {\displaystyle \mu (x)\geq 2}가 성립한다. 만약 {\displaystyle x}가 대수적 무리수(즉, 2차 이상의 대수적 실수)일 경우, {\displaystyle \mu (x)=2}이다. 특히, 모든 리우빌 수는 초월수이다. 그러나 그 역은 성립하지 않는다. 즉, 초월수는 리우빌 수가 아닐 수 있으며, 무리성 측도가 2일 수도 있다.
모든 리우빌 수가 초월수임은 리우빌 정리(영어: Liouville’s theorem)를 사용하여 보일 수 있다. 리우빌 정리에 따르면, 임의의 {\displaystyle n\geq 2}차 대수적 무리수 {\displaystyle x}에 대하여, 다음 조건을 만족시키는 양의 정수 {\displaystyle M\in \mathbb {Z} ^{+}}가 존재한다.
- 임의의 정수 {\displaystyle p\in \mathbb {Z} } 및 양의 정수 {\displaystyle q\in \mathbb {Z} ^{+}}에 대하여, {\displaystyle \left|x-p/q\right|>1/(Mq^{n})}

증명:
정리의 조건에 따라 {\displaystyle f(x)=0}인 {\displaystyle n}차 유리수 계수 기약 다항식 {\displaystyle f\in \mathbb {Q} [t]}이 존재한다.
{\displaystyle M\geq \sup _{y\in [x-1,x+1]}|f'(y)|}
인 양의 정수 {\displaystyle M\in \mathbb {Z} ^{+}}를 취하자. 임의의 정수 {\displaystyle p\in \mathbb {Z} } 및 양의 정수 {\displaystyle q\in \mathbb {Z} ^{+}}가 주어졌다고 하자. 만약 {\displaystyle |x-p/q|>1}이라면,
{\displaystyle \left|x-{\frac {p}{q}}\right|>1\geq {\frac {1}{Mq^{n}}}}
이다. 만약 {\displaystyle |x-p/q|\leq 1}이라면, 부등호는 {\displaystyle f}는 유리근을 갖지 않으므로 {\displaystyle q^{n}|f(p/q)|}는 양의 정수이다. 평균값 정리에 따라
{\displaystyle Mq^{n}\left|x-{\frac {p}{q}}\right|\geq q^{n}\left|f\left({\frac {p}{q}}\right)-f(x)\right|=q^{n}\left|f\left({\frac {p}{q}}\right)\right|\geq 1}
이다.
이제, 귀류법을 사용하여, 리우빌 수 {\displaystyle x}가 {\displaystyle n\geq 2}차 대수적 무리수라고 하자.
{\displaystyle 2^{k-n}>M}
인 양의 정수 {\displaystyle k\in \mathbb {Z} ^{+}}를 취하자. 리우빌 수의 정의에 따라, 다음을 만족시키는 두 정수 {\displaystyle p,q\in \mathbb {Z} }가 존재한다.
{\displaystyle {\frac {1}{q^{k}}}>\left|x-{\frac {p}{q}}\right|>{\frac {1}{Mq^{n}}}}
{\displaystyle q\geq 2}
따라서
{\displaystyle M>q^{k-n}\geq 2^{k-n}>M}
이며, 이는 모순이다.

### 집합론적 성질
리우빌 수의 집합의 크기는 실수와 같은 {\displaystyle 2^{\aleph _{0}}}이다.

### 위상수학적 성질
리우빌 수의 집합은 제1 범주 집합의 여집합이며, (실수선 {\displaystyle \mathbb {R} }는 베르 공간이므로) 특히 이는 조밀 집합이다.

### 측도론적 성질
리우빌 수의 집합의 르베그 측도는 0이며, 보다 일반적으로 임의의 차원의 하우스도르프 측도는 0이다.

## 예
다음은 일부 무리수의 무리성 측도 또는 그 상계들이다.
{\displaystyle \mu (e)=2}
{\displaystyle \mu (\pi )\leq 7.103205\cdots }
{\displaystyle \mu (\pi ^{2})\leq 5.441243}
{\displaystyle \mu (\pi /{\sqrt {3}})\leq 4.230464\cdots }
{\displaystyle \mu (\zeta (2))=\mu (\pi ^{2}/6)\leq 5.09541178\cdots }
{\displaystyle \mu (\zeta (3))\leq 5.513891}
{\displaystyle \mu (\ln 2)\leq 3.8913998}
{\displaystyle \mu (\ln 3)\leq 5.125}
{\displaystyle \mu (\arctan(1/3))\leq 6.096755\cdots }
여기서 {\displaystyle e}는 자연 로그의 밑, {\displaystyle \pi }는 원주율, {\displaystyle \zeta }는 리만 제타 함수, {\displaystyle \arctan }는 아크탄젠트, {\displaystyle \ln }은 자연 로그이다.

### 리우빌 상수
리우빌 상수(영어: Liouville’s constant)
{\displaystyle c=\sum _{n=1}^{\infty }10^{-n!}=0.1100010000000000000000010\dots } (OEIS의 수열 A012245)
는 리우빌 수이다. 보다 일반적으로, 임의의 2 이상의 정수 {\displaystyle b\geq 2} 및 {\displaystyle a_{1},a_{2},\dots \in \{0,1,\dots ,b-1\}}에 대하여, 만약 {\displaystyle 0=a_{n}=a_{n+1}=\cdots }인 {\displaystyle n\in \mathbb {Z} ^{+}}가 존재하지 않는다면,
{\displaystyle \sum _{n=1}^{\infty }a_{n}b^{-n!}}
은 리우빌 수이다.
증명:
순환 소수가 아니므로 {\displaystyle c}는 무리수이다.
임의의 {\displaystyle n\in \mathbb {Z} ^{+}}에 대하여,
{\displaystyle q=10^{n!}}
{\displaystyle p=10^{n!}\sum _{k=1}^{n}10^{-k!}}
를 취하면
{\displaystyle \left|c-{\frac {p}{q}}\right|=\sum _{k=n+1}^{\infty }10^{-k!}<{\frac {1}{q^{n}}}}
이다. 즉, {\displaystyle c}는 리우빌 수이다.

## 역사
조제프 리우빌의 이름을 땄다.

## 같이 보기
- 디오판토스 근사

## 참고 문헌
- Oxtoby, John C. (1980). 《Measure and Category. A Survey of the Analogies between Topological and Measure Spaces》. Graduate Texts in Mathematics (영어) 2 2판. New York, NY: Springer. doi:10.1007/978-1-4684-9339-9. ISBN 978-1-4684-9341-2. ISSN 0072-5285. MR 0584443. Zbl 0435.28011.
- Beanland, Kevin; Roberts, James W.; Stevenson, Craig (2009). “Modifications of Thomae's Function and Differentiability”. 《The American Mathematical Monthly》 (영어) 116 (6): 531–535. ISSN 0002-9890. JSTOR 40391145.